# Брюлль, Яков
Яков Брюлль (нем. Jakob Brüll) — чешско-австрийский раввин-талмудист и писатель.

## Биография
Родился в Ней-Раусснице (Моравия) в 1812 году. Посещал иешиботы в Боньхаде, Пресбурге (ныне Братислава) и Будапеште.
До 1843 г. занимал должность помощника раввина в родном городе, a затем, до самой смерти своей, был раввином в Коетине. В числе его учеников были два его сына, Нехемия (1843—1891) и Адольф (1846—1908), а также Давид Кауфман.
Умер в Коетине в 1889 году.

## Труды
Его сочинения и статьи обнаруживают огромную эрудицию и критический ум автора, главные из них:
- «Forschungen über Targumim und Midraschim» (1852);
- «Die Mnemonik des Talmud» (1864).

За неделю до кончины он издал «Ben Zekunim» («Дитя старости»).
Особой известностью пользовалось его крупное произведение, написанное по-еврейски: «המשנה מנוא» («Введение в Мишну», 2 тома, 1876, 1885).
Он также сотрудничал в журналах «Бен Хананья» Лёва и в «Бет-Талмуд» («Дом учения»; 1865) Вейса.